# A for-Real
A for-Real (エイ フォー リアル ()) est un groupe rock/pop japonais originaire de Tokyo composé de Mizuki Shoji auteur interprète et de Naoki Sugiyama auteur compositeur et guitare/basse

## Biographie
En juillet 2007, Naoki Sugiyama qui recherche une interprète pour ses compositions, poste une annonce sur un site de rencontre pour musiciens. Mizuki Shoji y réponds. Ils décident de se retrouver à la sortie de la station de métro d'Akihabara. De cette rencontre naquit le groupe A for-Real. Il s'ensuit une période de travail intense qui donne naissance à un premier album Real to Heavy Real le 26 décembre 2008. Parallèlement, le duo enchaîne les concerts de rue à travers tout le Japon (notamment Tokyo, Kanagawa, Saitama, Chiba, Nagoya et Osaka).
Le deuxième album Hyper Meltdown sort le 19 décembre 2010 et le titre Kellogg bénéficie d'une diffusion sur les radios NHK et BAY-FM. Leur succès pousse même la ville de Kawasaki à leur demander de créer le thème musical du festival Asian Fiesta que la mairie organise tous les ans au mois d'avril.
Leur single Changing my Soul sorti le 12 août 2011 est créé spécialement à l'attention du boxer professionnel poids léger Tatsuro Minowa pour devenir la musique officielle de son entrée sur le ring.
Le troisième album Over Does Introduction sort le 29 juillet 2012 et le titre Living on the Planet, diffusé notamment sur la radio NHK et BAY-FM, obtient un certain succès.
Le quatrième album Real to heavy real to... sort le 4 novembre 2012 et le single '[Mikanseinakajitu devient le thème musical d'une exposition permanente au musée des sciences de Tokyo.
Rencontre à Kawasaki avec Jerome le 9 mars 2013 qui va devenir leur sponsor et manager pour des tournées internationales en Europe et aux États-Unis.
Le cinquième album Pieds Nus sort le 17 juillet 2013 à la suite d'une tournée en France avec une participation remarquée à la 14e édition de la Japan Expo de Paris. Il s'ensuit une tournée en Australie en novembre 2013 où le duo jouit d'une bonne reconnaissance puis un retour à Noêl en France pour série de concerts en et hors salle.
Lors de leur tournée mondiale en 2014, ils voyagent en Espagne, Angleterre et France où ils donnent de nombreux concerts ainsi que sur la scène du Live House de la 15e édition de la Japan Expo. Puis ils se produisent fin aout sur scène lors de la Japan Expo USA.
Au printemps 2015, ils se produisent en Belgique sur la scène de Made in Asia à Bruxelles.
Le sixième album Hyper Meltdown : re-build sort Le 17 mai 2015.
Le septième album out of domination sort le 13 septembre 2015.
Ils ont fait une expédition en Taïwan organisé par airly momoco du 14 avril 2016 au 19 avril 2016

## Discographie

### Single
| Date de sortie     | Titre                           | Tracklist                                                                         | Remarques |
| ------------------ | ------------------------------- | --------------------------------------------------------------------------------- | --- |
| Le 12 août 2011    | Oboroyoidukiyo/Changing my Soul | Oboroyoidukiyo Changing my Soul                                                   | Changing my soul qui devient la musique officielle d'entrée sur le ring du boxer professionnel Tatsuro Minowa. |
| Le 3 mai 2013      | Daichihe/Kawaru,Sekai           | Daichihe Kawaru,Sekai                                                             | Collaboration avec Hitomi Shimano.                                                                             |
| Le 21 mai 2014     | Kiseki                          | sabaku no Rakuen Anatani Deaete Yokatta Amanogawa -Anatatowatashi-(Instrumentale) | |
| Le 14 février 2016 | ANNIVERSARY                     | Happy Anniversary Boukensha                                                       | Collaboration avec airly momoco.                                                                               |
| Le 20 mars 2016    | Omoiuta                         | Yukifuruyoruni Omouuta share                                                      | |
| Le 12 août 2017    | ONE-Darekanotameni-             | Umimonogatari MIDNIGHT VISION Tokyo jouku loneliness party                        | |

### Album
| Date de sortie       | Titre                     | Tracklist | Remarques                                                                     |
| -------------------- | ------------------------- | --- | ----------------------------------------------------------------------------- |
| Le 26 décembre 2008  | Real to Heavy Real        | erosion for the sky Mikanseina Kajitsu Koizora fly away |                                                                               |
| Le 19 décembre 2010  | Hyper Meltdown            | Prologue alter lost ring kokyô Chiisana Silent Night talk to one Self Kellogg |                                                                               |
| Le 29 juillet 2012   | Over Does Introduction    | KokyôⅡ Blue red Yoruno Yakouressha Train MIDNIGHT VISION.2 living on the planet... Uchû Izakaya "Torihachi"                                                                                            |                                                                               |
| Le 4 novembre 2012   | REAL TO HEAVY REAL TO...  | erosion Mikanseina Kajitsu Koizora for the sky Ao Yori Aishi New World To you fly away | Remix du premier album et ajout des titres : Ao Yori Aishi, New World, To you |
| Le 17 juillet 2013   | Pieds Nus                 | Uchû Izakaya "Torihachi" 2 -Uchû Sensou hen- all night I'm alone again Konayuki Koufuku Shinkaron Laser Kousen ANTHEM Negai Boshi                                                                      |                                                                               |
| Le 17 mai 2015       | Hyper Meltdown -re:build- | Prologue alter M:3x kokyô lost ring Chiisana Silent Night Kellogg talk to one Self Tulip no Uta | Remix du deuxième album et ajout des titres M:3x,Tulip no Uta                 |
| Le 13 septembre 2015 | out of domination         | Limitless Power DAY BREAK tsu-ki Dokuro dance Aishû Sentai Ururunjâ Natsuno Sugiyama SUMMER Hanabitaikai Sakuretsu Niseno Seijaga Yattekita -Yaa Yaa Yaa- Summer Ramen change the mind Chikatetsu 24ji |                                                                               |

### DVD
- Pieds nus video (2013)
- Explosion FIRST LIVE DVD (2014)
- 7to8 (2015)